# Spoorlijn Rosenheim - Kufstein
De spoorlijn Rosenheim - Kufstein is een Duitse spoorlijn als spoorlijn 5702 onder beheer van DB Netze.
Het traject maakte deel uit van de historische Bayerische Maximiliansbahn, een spoorlijn tussen Ulm in de deelstaat Baden-Württemberg en de Oostenrijkse grens bij Kufstein en bij Salzburg.
Niet te verwisselen met de Pfälzische Maximiliansbahn tussen Neustadt an der Weinstraße en Wissembourg.

## Geschiedenis
Het traject tussen Rosenheim en Kiefersfelden grens werd door de Königlich Bayerischen Staats-Eisenbahn op 5 augustus 1858 geopend.

## Treindiensten

### BRB
Onder de naam BRB (tot 2020 onder de naam Meridian) rijden RE-treinen van de BOB tussen München en Kufstein. Deze stoppen tussen Rosenheim en München op alle tussengelegen stations, dit in tegenstelling tot de BRB-treinen van/naar Salzburg die niet stoppen tussen München Ost en Rosenheim.

### ÖBB
De ÖBB rijdt op dit traject RailJettreinen, veelal gekoppelde RailJet-eenheden en de ÖBB rijdt in samenwerking met de DB en de FS de Eurocity van München naar Milano Centrale/Venezia/Verona.

Om de reistijd te verkorten werd in 1982 de Rosenheimer Kurve, een verbindingsboog tussen Salzburg en Kufstein geopend.

## Aansluitingen
In de volgende plaatsen was of is er een aansluiting van de volgende spoorwegmaatschappijen:

### Rosenheim
- München - Rosenheim, spoorlijn tussen München en Rosenheim
- Mangfalltalbahn, spoorlijn tussen Holzkirchen en Rosenheim
- Rosenheim - Mühldorf, spoorlijn tussen Rosenheim en Mühldorf
- Rosenheim - Salzburg, spoorlijn tussen Rosenheim en Salzburg
- Rosenheimer Kurve, verbindingsboog tussen Salzburg en Kufstein

### Brannenburg
- Wendelsteinbahn, bergspoorlijn in de oberbayerischen Kalkalpen

### Kufstein
- Unterinntalbahn spoorlijn tussen Kufstein en Innsbruck

## Elektrische tractie
Het traject werd in 1933 geëlektrificeerd met een spanning van 15.000 volt 16 2/3 Hz wisselstroom.

## Afbeeldingen

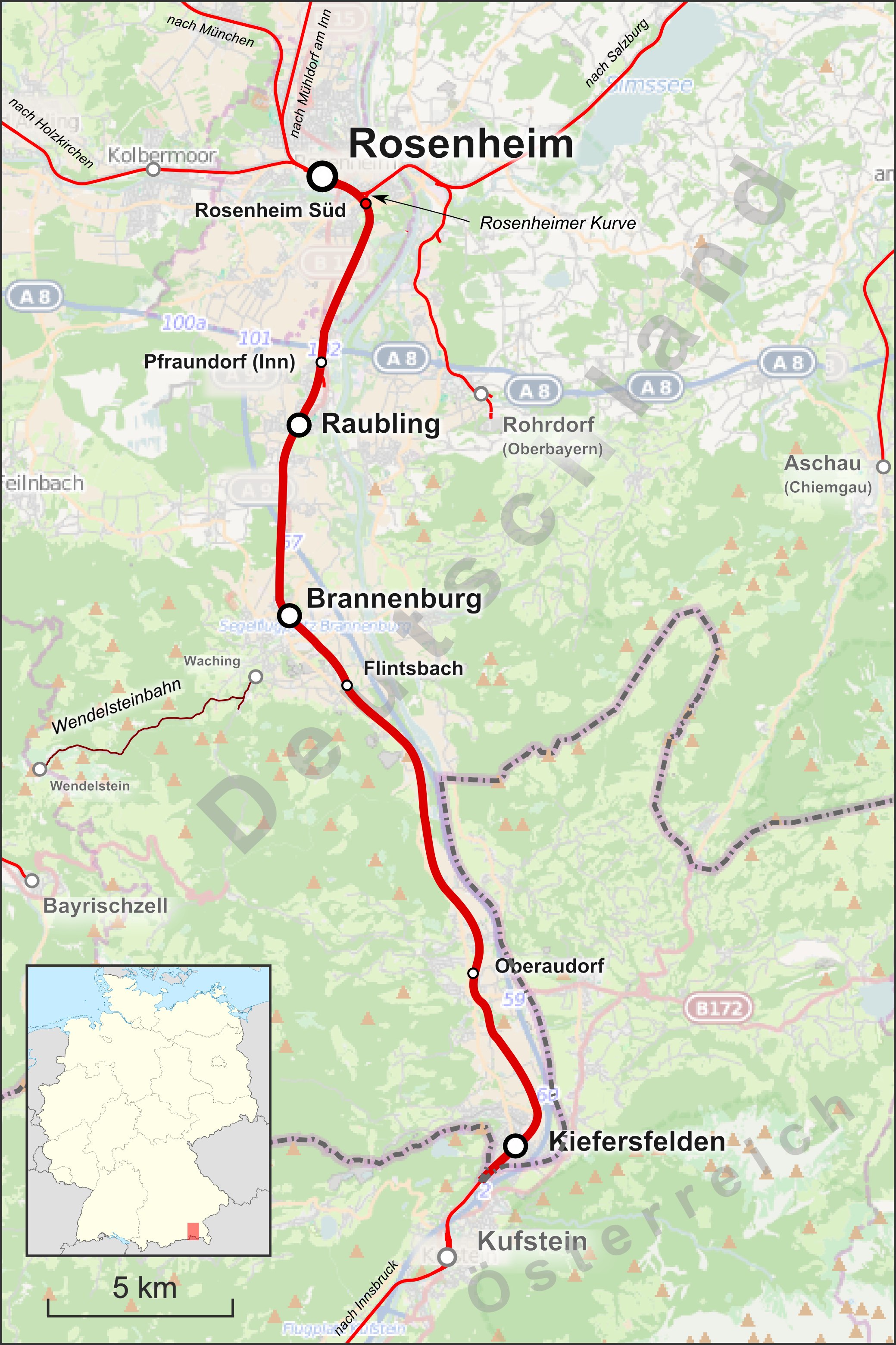
Trajectkaart
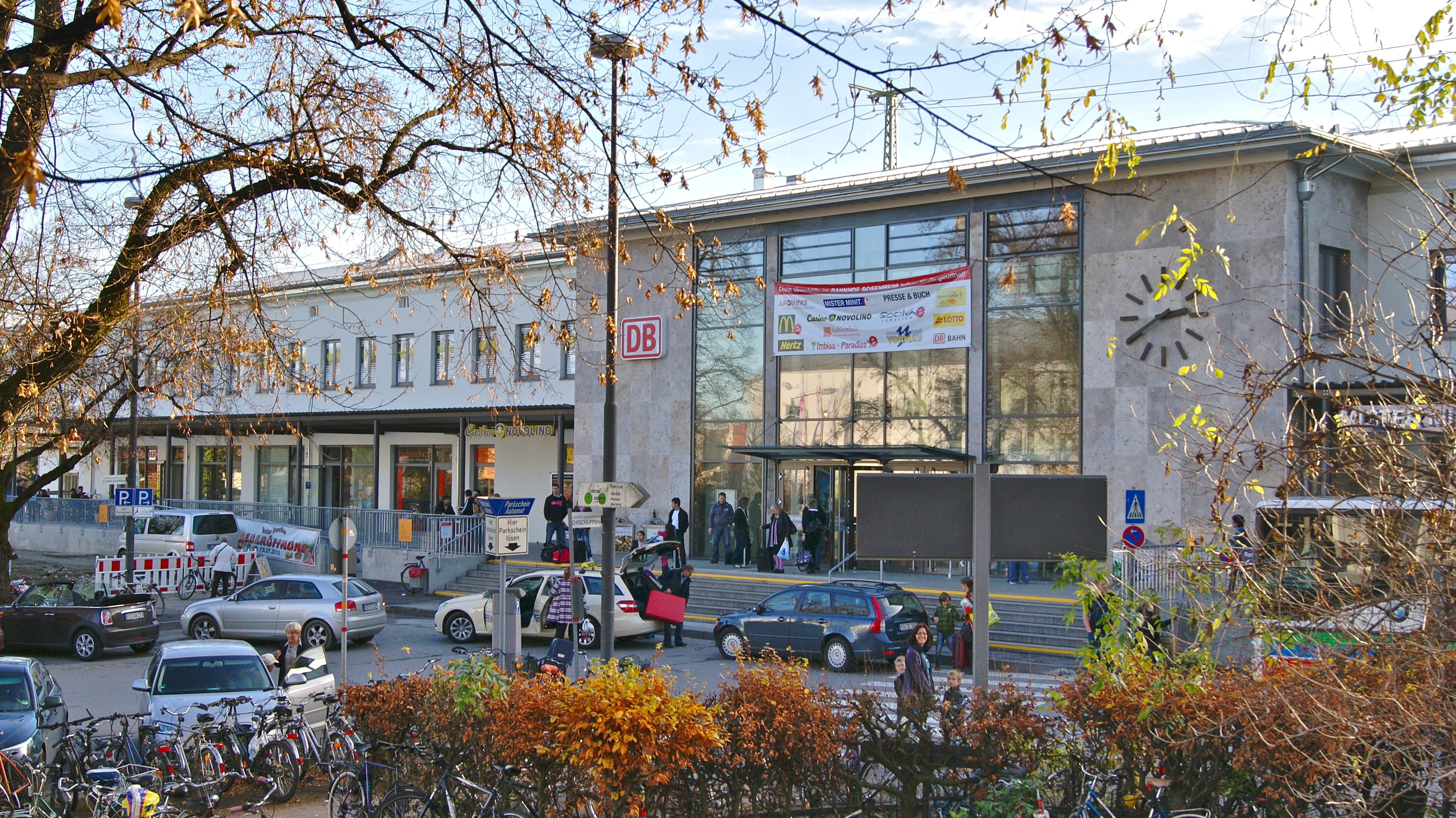
Station Rosenheim
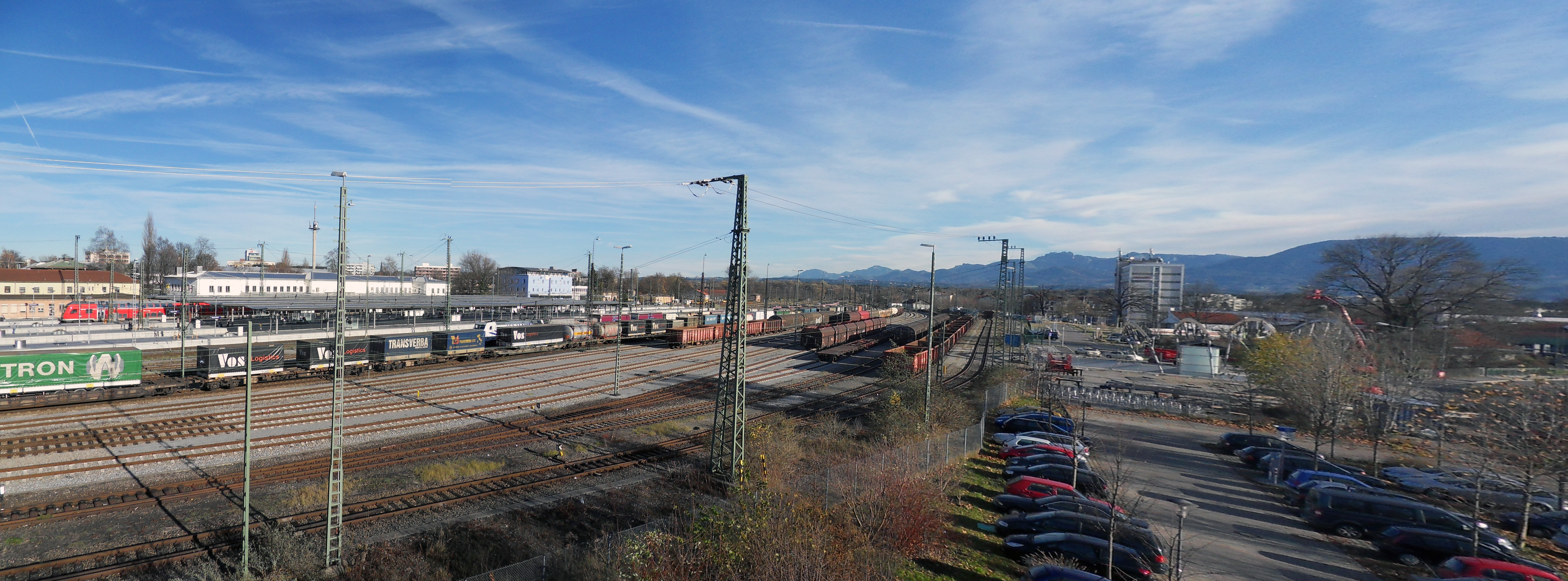
Station Rosenheim, emplacement
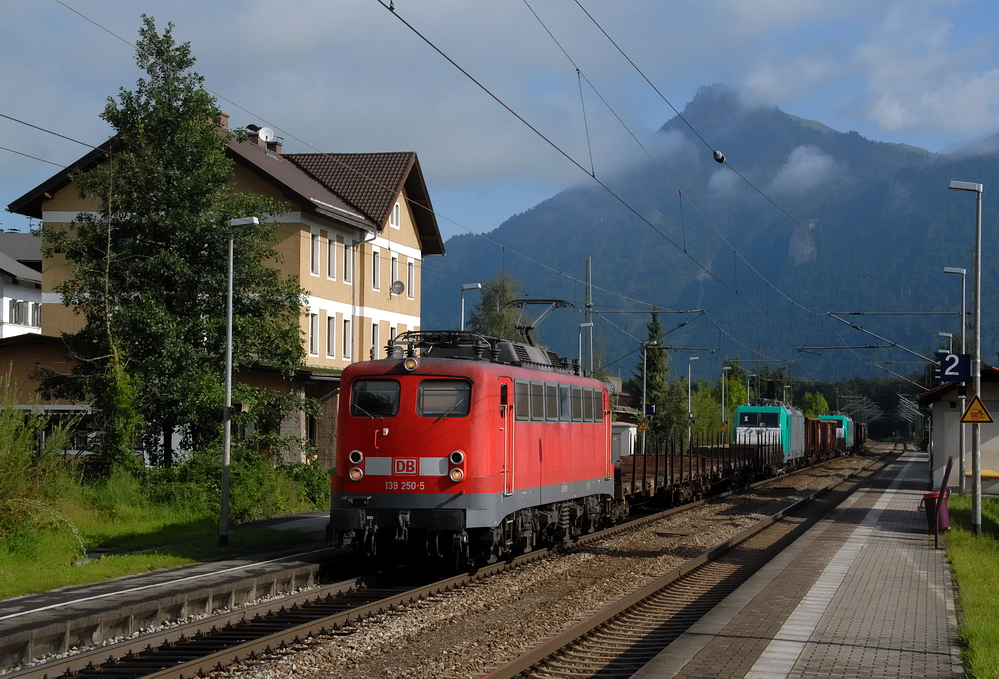
Bij Oberaudorf
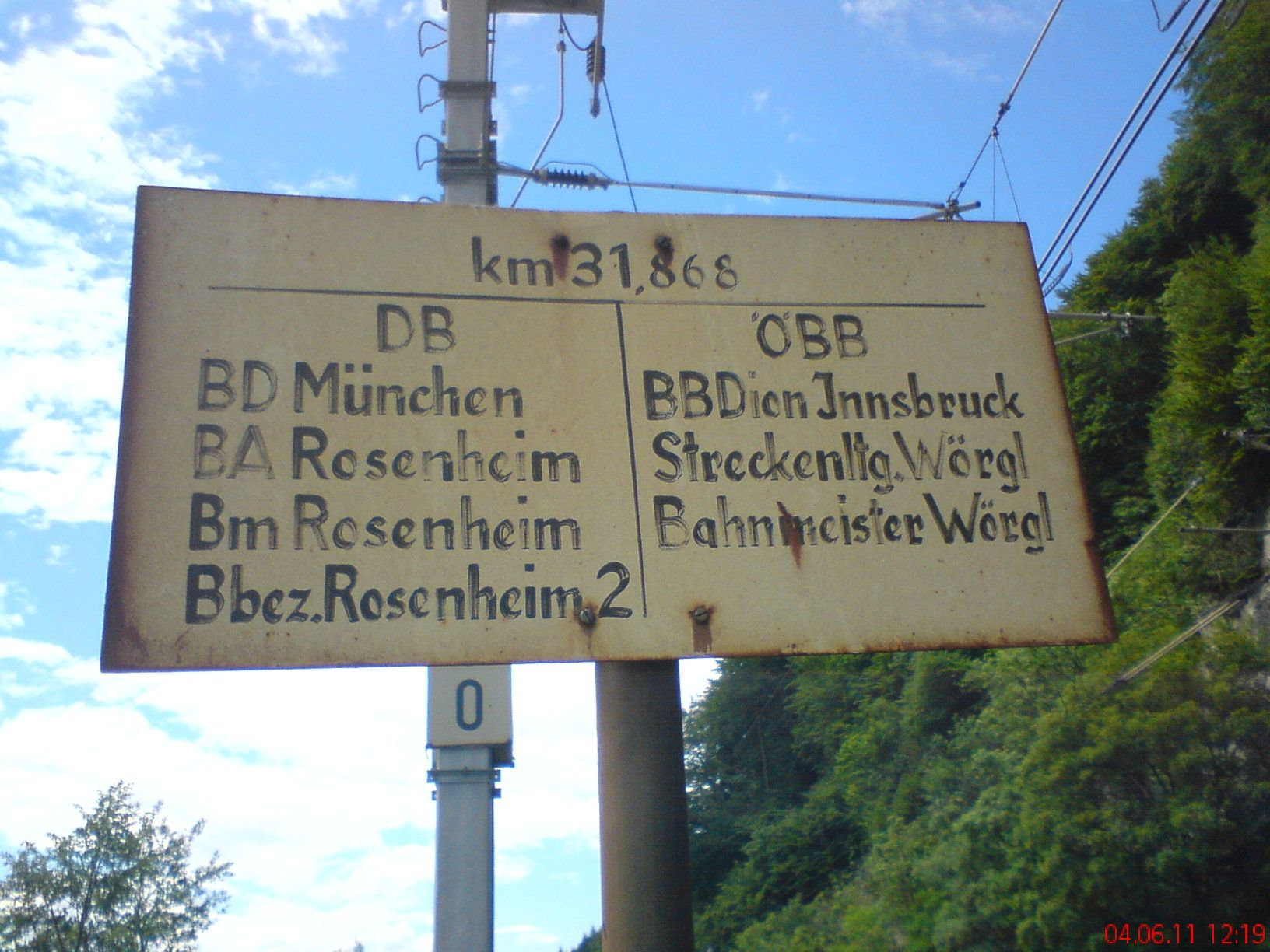
Grens Duitsland-Oostenrijk